# (3747) Belinskij
(3747) Belinskij (1975 VY5) – planetoida z grupy pasa głównego asteroid okrążająca Słońce w ciągu 5,7 lat w średniej odległości 3,19 j.a. Odkryła ją Ludmiła Czernych 5 listopada 1975 roku.